# Knives Out
Knives Out is een Amerikaanse misdaad-mysteryfilm uit 2019, geregisseerd, geproduceerd en geschreven door Rian Johnson. De film ging in première tijdens het Internationaal filmfestival van Toronto.

## Verhaal
De detectiveschrijver Harlan Thrombey nodigt zijn familie uit voor zijn 85ste verjaardag. Het doel is ook om de familie bijeen te brengen, ondanks de spanningen tussen de familieleden. De dag na zijn verjaardag wordt Harlan Thrombey echter dood aangetroffen. De politie en detective Benoit Blanc onderzoeken de zaak, maar komen er al snel achter dat iedereen een verdachte is.

## Rolverdeling
| Acteur               | Personage                   |
| -------------------- | --------------------------- |
| Daniel Craig         | Benoit Blanc                |
| Chris Evans          | Hugh Ransom Drysdale        |
| Ana de Armas         | Marta Cabrera               |
| Jamie Lee Curtis     | Linda Drysdale-Thrombey     |
| Michael Shannon      | Walter "Walt" Thrombey      |
| Don Johnson          | Richard Drysdale            |
| Toni Collette        | Joni Thrombey               |
| Lakeith Stanfield    | inspecteur-luitenant Elliot |
| Katherine Langford   | Megan "Meg" Thrombey        |
| Jaeden Martell       | Jacob Thrombey              |
| Christopher Plummer  | Harlan Thrombey             |
| Riki Lindhome        | Donna Thrombey              |
| Edi Patterson        | Fran                        |
| Frank Oz             | Alan Stevens                |
| K Callan             | overgrootmoeder Wanetta     |
| Noah Segan           | agent Wagner                |
| M. Emmet Walsh       | Mr. Proofroc                |
| Marlene Forte        | Mrs. Cabrera                |
| Shyrley Rodriguez    | Alice Cabrera               |
| Joseph Gordon-Levitt | inspecteur Hardrock (stem)  |

## Productie
In juni 2010 toonde Rian Johnson interesse in het maken van een "murder-mysteryfilm" die geïnspireerd is op een bestaand verhaal van Agatha Christie.
Knives Out werd officieel bekendgemaakt in september 2018. In november 2018 werd de cast gecomplementeerd en begonnen ook de opnames.

## Release en ontvangst
De film ging op 7 september 2019 in wereldpremière tijdens het Internationaal filmfestival van Toronto. In de Verenigde Staten werd de film op 27 november 2019 uitgebracht. 
De film kreeg positieve kritieken op zowel Rotten Tomatoes waar het 97% positieve reviews ontving, gebaseerd op 326 beoordelingen als op Metacritic waar de film werd beoordeeld met een metascore van 82/100, gebaseerd op 49 critici.